# Sylvette Innocenti
Pour les articles homonymes, voir Innocenti.
Sylvette Innocenti, née le 22 juillet 1956, est une joueuse de pétanque française. 

## Clubs
- ?-? : AS Boulomanes Brignoles (Var)
- ?-1983 : Boule du Kiosque Sanary (Var)
- 1984-? : USC Dijon (Côte-d'Or)
- ?-? : AB Berroise (Bouches-du-Rhône)
- ?-? : Boule du Cycle Marseille (Bouches-du-Rhône)
- ?-2004 : Boule Florian Marseille (Bouches-du-Rhône)
- 2005-? : Boule Bleue Saint-Julien-les-Martigues (Bouches-du-Rhône)
- ?- : Boule des Amis Marseille (Bouches-du-Rhône)

## Palmarès

### Séniors

#### Championnats du Monde
Championne du Monde
- Triplette 1994 (avec Nathalie Gelin et Michèle Moulin) :  Équipe de France[1]

Finaliste
- Triplette 1996 (avec Aline Dole et Ranya Kouadri) :  Équipe de France[2]
- Triplette 1996 (avec Nathalie Gelin, Michèle Moulin et Christine Saunier) :  Équipe de France[3]

#### Championnats de France
Championne de France
- Doublette 1977 (avec Christiane Chanteduc) : AS Boulomanes Brignoles
- Doublette 1981 (avec Danielle Gros) : Boule du Kiosque Sanary
- Doublette 1982 (avec Danielle Gros) : Boule du Kiosque Sanary
- Doublette 1983 (avec Danielle Gros) : Boule du Kiosque Sanary

Finaliste
- Triplette 2003 (avec Séverine Roche et Muriel Scuderi) : Boule Florian Marseille
- Triplette 2004 (avec Séverine Roche et Muriel Scuderi) : Boule Florian Marseille
- Doublette 2005 (avec Sabine Pizzela) : Boule Bleue Saint-Julien-les-Martigues

#### Mondial La Marseillaise
Vainqueur
- 2002 (avec Eliane Perez et Muriel Scuderi)
- 2012 (avec Fabienne Berdoyes et Agnès Lesaine)
- 2014 (avec Fabienne Berdoyes et Agnès Lesaine)
- 2016 (avec Fabienne Berdoyes et Agnès Lesaine)